# NGC 113
NGC 113 é uma galáxia elíptica (E-S0) localizada na direcção da constelação de Cetus. Possui uma declinação de -02° 30' 02" e uma ascensão recta de 0 horas, 26 minutos e 54,7 segundos.
A galáxia NGC 113 foi descoberta em 27 de Agosto de 1876 por Ernst Wilhelm Leberecht Tempel.